# Julius Leopold Pagel
Julius Leopold Pagel (alemany: Julius Pagel)  (Polanów, 29 de maig de 1851 - Berlín, 30 de gener de 1912) va ser un metge i historiador de la medicina alemany.

## Biografia
Pagel es va educar al gimnàs de Stolp i a la Universitat de Berlín (M.D. 1875). El 1876 es va establir com a metge a Berlín, rebent de la universitat d'aquesta ciutat la venia legendi el 1891, i el títol de professor el 1898. El 1902 esdevingué professor ajudant d'història de la medicina.
Des de 1885 Pagel va ser editor adjunt del lèxic biogràfic d'August Hirsch de metges destacats de tots els temps i nacions. També va ser editor de la Deutsche Ärzte-Zeitung i de la Biographisches Lexikon Excellent Doctors of the Nineteenth Century, Berlín i Viena, 1901. A partir de 1899 va ser col·laborador d'història mèdica de l'informe anual de Rudolf Virchow sobre els assoliments i els avenços de la medicina total. .
Pagel va ser membre de la Neue Wednesday Society (1824–1856), una societat literària de Berlín fundada el 1824 per Julius Eduard Hitzig.
El seu fill Walter Pagel (1898–1983) també va ser metge (patòleg) i historiador mèdic.

## Obres
Entre les seves obres es poden esmentar:
- L'Anatomic de H. v. Mondeville. Berlín 1889
- La cirurgia de H. v. Mondeville. Berlín 1892 (traducció al francès. Per E. Nicaise, París 1893
- La suposada cirurgia de Joh Mesuë. Berlín, 1893
- Deontologia mèdica. Berlín, 1896
- Noves aportacions literàries a la medicina medieval. Reimer, Berlín 1896 Edició digital de la Biblioteca Universitària i Estatal de Düsseldorf
- El desenvolupament de la medicina a Berlín des dels primers temps fins a l'actualitat: un esbós històric; Declaració per als membres i participants del 15è Congrés de Medicina Interna. Bergmann, Wiesbaden 1897.
- Història de la Medicina Karger, Berlín 1898
- Enciclopèdia i metodologia mèdica. Berlín 1899
- Lèxic biogràfic de destacats metges del segle XIX. Urban & Schwarzenberg, Berlín i Viena 1901
- Manual d'història de la medicina. Fischer, Jena 1902–1905
- Taules cronològiques sobre la història de la medicina. Hirschwald, Berlín 1908

Pagel també va escriure assaigs per a l'Allgemeine Zeitung des Judenthums, com ara "Prayer of Maimonides", "Doctor Esra", etc.